# Ráscia (região)
Ráscia (em sérvio: Рашка) ou Antiga Ráscia (em sérvio: Стара Рашка; romaniz.: Stara Raška) é uma região histórica e geográfica da Sérvia Central, entre Dóclea, Herzegovina Atualmente, quase toda a área está situada dentro da jurisdição do distrito de Ráscia, uma divisão administrativa da atual República da Sérvia. Em algumas fontes, a parte meridional da Ráscia é também chamada de Sanjaco (Sandžak).